# ドミトリー・パヴロヴィチ
ドミトリー・パヴロヴィチ（ドミートリイ・パーヴロヴィチ；ロシア語：Дмитрий Павлович Романов ドミートリイ・パーヴラヴィチュ・ラマーナフ；ラテン文字転写の例：Dmitri Pavlovich Romanov、1891年9月18日 - 1941年3月5日）は、ロシア大公。最後のロシア皇帝ニコライ2世の従弟にあたる。グリゴリー・ラスプーチン暗殺の実行者として知られる。

## 生涯

### 出生と母の死

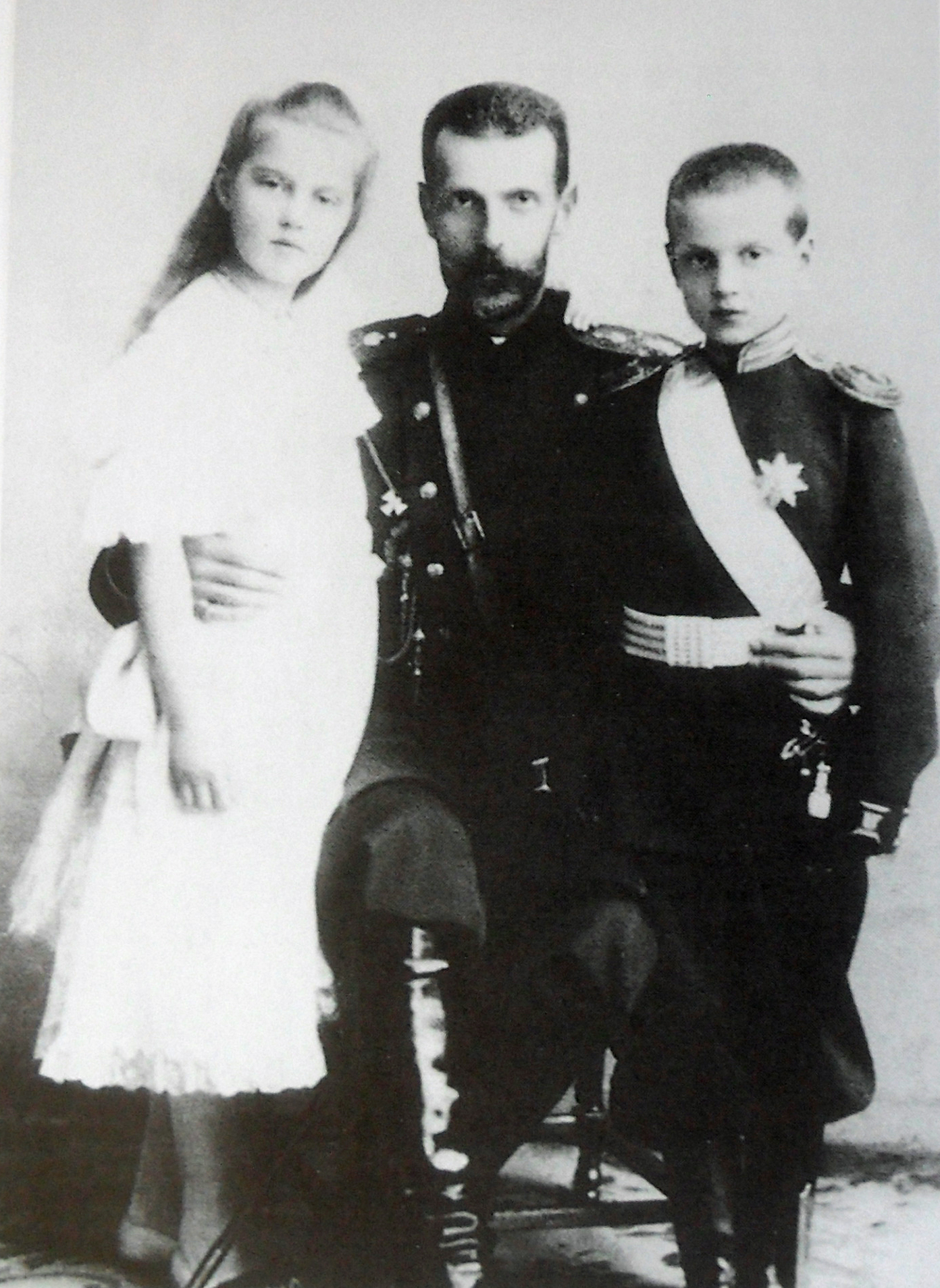
セルゲイとドミトリー、マリア

1891年9月18日、モスクワ郊外のイリインスコエ村で、アレクサンドル2世の第6皇子パーヴェル大公とその妃、ギリシャ王女アレクサンドラ・ゲオルギエヴナの長男として生まれる。1歳上の姉マリア・パヴロヴナがいる。
母アレクサンドラはドミトリーを妊娠して7か月目の頃、友人たちとモスクワ川河岸を散歩していたところ、ボートが彼女に向かって突っ込み転倒した。翌日、舞踏会に出席したアレクサンドラは突然激痛に襲われ倒れ込み、数時間後にドミトリーを出産した。しかし、アレクサンドラは昏睡状態に陥り、母子は危険な状態となった。医師はドミトリーの生存を悲観視したが、セルゲイ大公がドミトリーを脱脂綿で包み、温めたゆりかごで彼の体温維持に努め一命を取り留めた。セルゲイはこの時のことを「私は喜んでドミトリーを抱き上げた」と日記に記している。しかし、アレクサンドラは昏睡状態のまま子癇前症で死去した。

### 父との離別
1902年、父パーヴェルがオリガ・カルノヴィチ（後のオリガ・パーリィ）との再婚によりニコライ2世の怒りを買って海外に追放された。パーヴェルは子供たちを連れて行くことを認められなかったため、ドミトリーとマリアはモスクワ総督を務めていた伯父セルゲイと伯母エリザヴェータ大公妃に引き取られ、モスクワで暮らすことになった。マリアは回顧録の中で、「伯父セルゲイは厳格な人で、伯母エリザヴェータは冷たく私たちを歓迎していないようだった」と記している。
1905年2月17日（ユリウス暦2月4日）、セルゲイは馬車で外出中、エスエル（社会革命党）党員イワン・カリャーエフによって暗殺された。セルゲイの暗殺後、エリザヴェータはそれまでの態度から一変してドミトリーとマリアを熱心に養育するようになった。マリアは1908年にスウェーデンのヴィルヘルム王子と結婚してエリザヴェータの元を離れたため、その後も彼女に対して良い感情を抱いていなかったが、ドミトリーは彼女との良好な関係を築いていった。
マリアがスウェーデンに旅立った後、ドミトリーとエリザヴェータは皇帝一家の賓客としてツァールスコエ・セローのアレクサンドロフスキー宮殿で暮らすようになった。ニコライ2世はドミトリーの代理父として接し、彼のユーモラスな性格を気に入った。ドミトリーもニコライ2世の日課の散歩に同行して良好な関係を築き、ニコライ2世との生活を楽しんでいることをマリアに宛てた手紙に書いている。
魅力的な性格でハンサムだったドミトリーには、ニコライ2世の第1皇女オリガ大公女との縁談も噂された。なお、ニコライ2世のただ1人の男子であるアレクセイ皇太子が血友病を患っていたことから、オリガと結婚の噂のあったドミトリーは有力な皇位継承者と見なす向きもあるが、ロマノフ家ではパーヴェル1世によって制定された皇位継承法によって、女子の皇位継承権が否定されていたので、オリガとドミトリーの縁談はアレクセイの病状とは無関係である。

### ロシア軍入隊
1909年、ドミトリーはツァールスコエ・セローを離れてサンクトペテルブルクに戻り、パーヴェルが残したベロセルスキー＝ベロゼルスキー宮殿に居住した。彼はロマノフ家の慣習に倣ってロシア帝国陸軍に入隊し、ニコラエフスコエ騎兵学校を卒業後に近衛連隊に所属した。ドミトリーは騎兵将校として極めて優秀で、1912年のストックホルムオリンピックに乗馬で出場、同種目で7位に入賞している。彼はロシア国内でのスポーツ振興を目的にスポーツ競技会を開催すべく活動し、この構想はソビエト連邦に引き継がれ、オリンピックに対抗して行われたスパルタキアードとして実現した。

### ラスプーチン暗殺

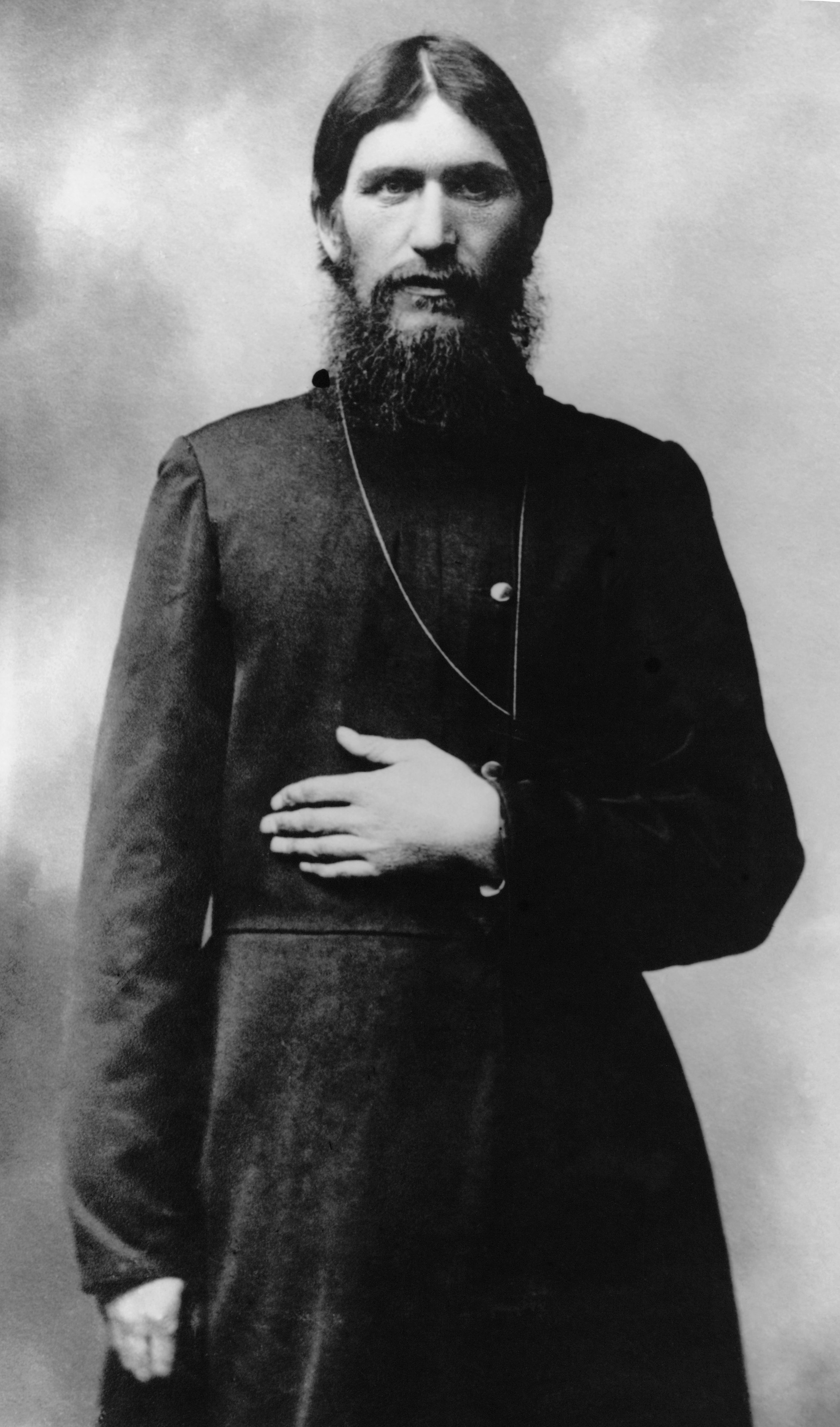
ラスプーチン

1914年、第一次世界大戦が勃発し、ロシアは連合国として参戦した。しかし、戦争の長期化により国民の間にはロマノフ朝への不満が募り、その矛先は敵国ドイツ帝国出身のアレクサンドラ皇后と、彼女の側近として国政に介入するグリゴリー・ラスプーチンに集中した。フェリックス・ユスポフはロマノフ朝の権威を回復するためラスプーチンの暗殺を計画し、友人であるドミトリーも嬉々として計画に参加した。ユスポフはラスプーチンを油断させるため、治療の名目で数か月間ラスプーチンの元に通い、信頼関係を築いた。
暗殺決行の数日前、ユスポフは美貌の妻として評判だったイリナ・アレクサンドロヴナに引き合わせることをほのめかして、ラスプーチンを自宅のモイカ宮殿に招待した。しかし、この頃イリナは両親と共にクリミアに滞在していた。1916年12月30日（ユリウス暦12月17日）、ユスポフはモイカ宮殿にラスプーチンを招待し、防音設備が施された地下室に通した。上階には暗殺メンバーのドミトリー、ウラジーミル・プリシケヴィチ、セルゲイ・スホーチン、スタニスラフ・デ・ラゾヴェルトが待機していた。
ラスプーチンの暗殺後、ユスポフたちはラスプーチンの生存を偽装するための工作を行い、ドミトリーはプリシケヴィチとラスプーチンの衣服を身に付けたスホーチンを連れて車に乗りモイカ宮殿を後にした。ドミトリーたちはラスプーチンの衣服をプリシケヴィチの屋敷で焼却しようとしたが、プリシケヴィチの妻に拒否されたため、そのままモイカ宮殿に戻った。その後、ドミトリーたちはラスプーチンの遺体をペトロフスキー橋からネヴァ川に投げ捨てたが、遺体に重りを付けるのを忘れた挙句、彼の雨靴やコートが橋に落ちていることに気付かずに現場を離れた。

### 追放と亡命生活
ラスプーチンの暗殺が発覚した後、ドミトリーは激怒したアレクサンドラ皇后によってペルシャ戦線に派遣という名目でロシアから追放された。しかし、結果的にロシアから離れたことにより、ドミトリーは二月革命、十月革命の混乱と、ボリシェヴィキによる皇族虐殺の被害から逃れた。ドミトリーはペルシャ方面司令官ニコライ・バラトフの勧めに従いテヘランに向かい、そこでイギリス外交官のチャールズ・マーリングと接触した。マーリングはドミトリーを次期皇帝候補と見做して、英国外務省に亡命を受け入れるように説得した。ドミトリーは数度に渡り拒否された後、1918年に亡命を認められた。ドミトリーはマーリングとルチア夫人との交流を通して、彼に理想の父親像を見出していった。
イギリスに亡命したドミトリーはロンドンに居住した。同時期にユスポフと再会を果たすが、その後、帝政復古をめぐり2人の間には懸隔が生じた。ユスポフの回顧録によれば、ユスポフがロマノフ朝の復辟に熱心であったのに対し、ドミトリーは帝政の復活について全く実現性がないと見なしていたという。1920年にパリに移り住み、同じようにフランスに亡命していた貴族たち同様に生活費を得るため仕事を探し、シャンパンのセールスマンの職を得た。姉マリアは他の貴族令嬢と同様にファッション業界で仕事を見付け、シャネルからの仕事を引き受けた。
1920年代後半になると、ドミトリーは民族主義団体ムラドロッシと関わりを持つようになった。ドミトリーはロシア帝室家長キリル大公の顔を立てるためムラドロッシの活動に参加していたが、団体に加入することはなかった。1935年にはフランス全土でムラドロッシのために演説をしたが、やがてムラドロッシが君主制とソビエト体制の共存を掲げるようになると完全に関係を断ち切った。また、ドミトリーはアドルフ・ヒトラーとナチスも嫌悪していた。

### 死去
1929年、ドミトリーは医師から結核と診断されたが、その後もポロ、競馬、テニス、ボブスレーなどのスポーツを嗜んでいた。1939年9月2日にスイス・ダボスのサナトリウム「シャッツァルプ」に入院し、1941年に死去した。ドミトリーの診断書は1950年代に「シャッツァルプ」が改築された際に処分されたため、彼の死因は不明となっている。ドミトリーの息子は結核が死因だと主張し、ミハイル・フョードロヴィチ・ロマノフは尿毒症と主張した。ドミトリーの死去を報じたニューヨーク・タイムズも死因を尿毒症としている。一部では暗殺説も主張されたが、警察が捜査した事実はなく、暗殺を裏付ける物証も見付かっていない。
遺体はダボスに埋葬されたが、1950年代後半にボーデン湖にあるマリアの墓の側に改葬されている。

## 女性関係

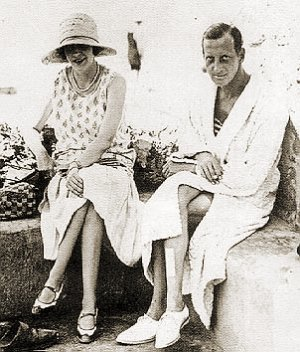
ドミトリーとエメリー

ドミトリーはプレイボーイとして知られ、ロシア社交界の中心でもあった。同性愛者という説もあるが、多くの女性と関係を持っていた。帝政時代にはナターリア・ブラソヴァやヴェラ・カラーリィと関係を持ち、パリに居住した後はカラーリィとの関係を再開している。
ドミトリーは関係を持った女性のことを日記に書き残しているが、その中でもココ・シャネルとの関係が最も印象に残ったと記している。シャネルとの関係は1921年から1922年までの1年間という短期間だったが、ドミトリーはロシア時代のコネクションで、シャネルの香水として有名な「NO.5」の調香・開発で知られるエルネスト・ボーを紹介するなど、彼女に少なからず影響を与えた。
1926年にはアメリカ人の女富豪オードリー・エメリーと結婚し、彼女はキリルから「ロマノフスカヤ＝イリンスカヤ大公女」の称号を与えられた。2人の間には男子が生まれたが、1937年に離婚している。エメリーとの間に生まれた息子はポール・イリンスキーと名乗り朝鮮戦争に従軍し、1989年にはフロリダ州パームビーチの市長となった。イリンスキーは1991年のソビエト連邦の崩壊後、王党派から帝政復古の活動に皇帝として祭り上げられるが、彼はこの求めを固辞している。

## 登場作品
- 『神々の土地〜ロマノフたちの黄昏〜』（2017年、宝塚歌劇団 演:朝夏まなと）